# جنگ آبجو

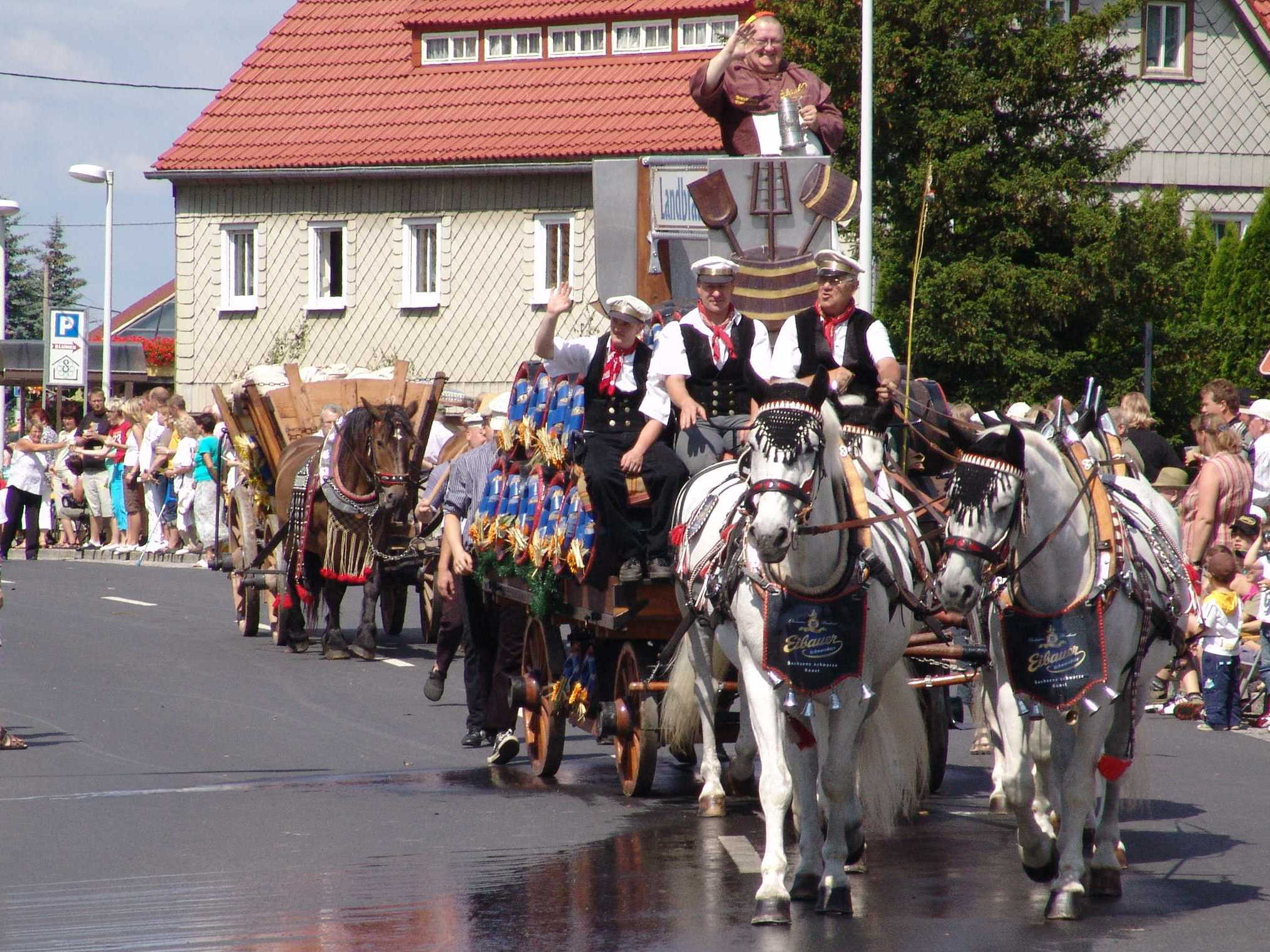
رژه برای بزرگداشت جنگ آبجو بین گورلیتز و زیتائو بین سالهای ۱۴۹۰ تا ۱۴۹۱

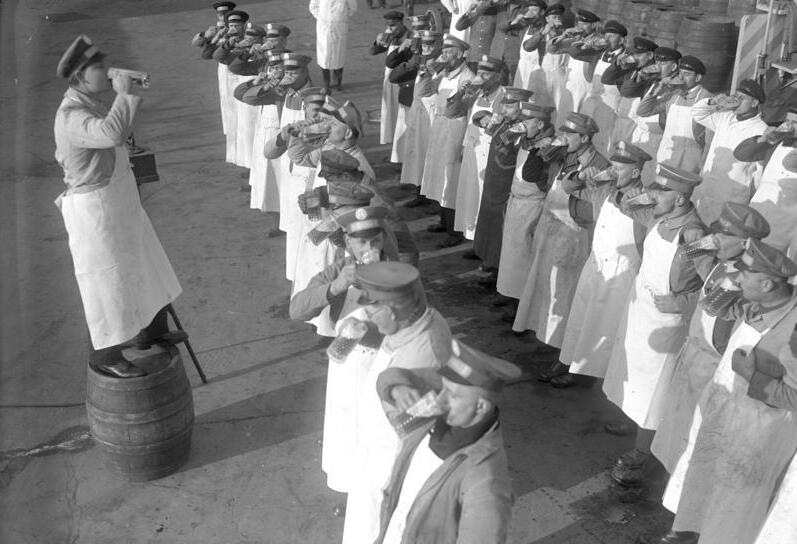
پایان اعتراضات آبجو در برلین سال ۱۹۳۲

از جنگ آبجو یا تحریم آبجو، دشمنی آبجو یا درگیری آبجو برای اشاره به قیمت و مالیات بر تولید آبجو یا دیگر جنبه‌های فروش و مصرف نوشیدنی آبجو از طریق تحریم یا اعتصاب برای رسیدن به قیمت رقابتی و مالیات پایین‌تر اشاره می‌شود. آبجو اغلب به عنوان یک خوراک و نه فقط به عنوان یک نوشیدنی محرک شناخته می‌شود. اما در قرون وسطی چنین درگیری‌هایی حتی منجر به درگیری‌های شبه نظامی نیز شد.

## نمونه‌ها
نمونه‌های آن عبارتند از:
- جنگ آبجو برسلائوا از کریسمس ۱۳۸۰ تا بهار سال ۱۳۸۲ بین شهرستان وروکلاو و پادشاه ونسسلاس پنجم از یک سو و آمیلیا از لگنیتسا از سوی دیگر.
- جنگ آبجو هیلدسهایم از سال ۱۴۸۱ تا ۱۴۸۶ زمانی آغاز شد که هیلدزهایم اسقف برتولد دوم فون لندزبرگ می‌خواست مشکلات مالی خود را با افزایش مالیات بر نوشیدنی به‌صورت مالیات بر روی هر بشکه آبجو اصلاح کند. از سپتامبر ۱۴۸۴ به درگیری‌های مسلحانه رسید.[۱]
- در سالهای ۱۴۹۰ تا ۱۴۹۱ بین گورلیتز و زیتاو، جنگ آبجو بین گریلیتز و زیتائو درگیری وجود داشت. رژه آبجو ایباوئر یادآوری این درگیری است.
- در ۱۵۱۰ اختلاف بر سر قوانین آبجو سازی ما بین ابرماناشتات و پرتسفلد درگیری درگرفت.
- نیمه سوم قرن ۱۶ در منطقه رادبویل اختلاف آبجو رخ داد که بر اساس حل و فصل بین شورای درسدن و اسقف مایسن به پایان رسید
- ۱۵۲۴: مدارک و شواهد از قانون عرفی که فقط به شهروندان کمینیتز اجازه می‌دهد آبجو را تهیه و سرو کنند، در حال حاضر برای سال ۱۳۳۱ در دسترس است. حوادث ۱۵۲۴ نیز در زمینه تضاد این حقوق است.[۲]
- در سال ۱۵۸۸، علی‌رغم حق آبجوسازی در شهر بودوایزا، شهر جوان کوهستانی دیگری بنام رودولفشت که تنها ۵ کیلومتر با آن فاصله داشت، یک کارخانه آبجو را افتتاح کرد، و بین این دو شهر اختلاف به وجود آمد. بودویزر که پیش از این در سال ۱۴۶۴ و ۱۵۲۵ از حقوق خود با سلاح دفاع کرده بود، در سال ۱۶۱۹ با غارت شهر همسایه، این اختلاف را پایان داد!
- در سال ۱۷۷۸ بین نائلا و سیسیل بوجود آمد، زیرا ساکنان سلبیتز با نوشیدن آبجو از نایلا باعث بروز جنگ شدد.
- در نوامبر سال ۱۸۶۶ اعتصاب عمومی در آبجوسازی در شهر بوچوم صورت گرفت، زیرا قیمت قرار بود از ۱ تا 1 gr سکه نره در هر ۰٫۵ لیتر افزایش پیدا کند.[۳]
- در سال ۱۸۶۶، در طی یک تجمع آبجو در ورزبورگ، شورش‌های ضدیهودی نیز رخ داد.[۴][۵]
- جنگ آبجویی با عنوان بیاکراوالس بر سر افزایش قیمت آبجو از ۴ به ۴½ کرویز توسط رستوران‌های کارخانه آبجو فرانکفورت در تاریخ ۱ آوریل ۱۸۷۳ رخ داد که از آن در ۲۱ آوریل ۱۸۷۳ به جدی‌ترین ناآرامی‌های اجتماعی بین انقلاب‌های ۱۸۴۸ و ۱۹۱۸ در فرانکفورت می‌توان نام برد.
- از سال ۱۸۸۱ مربوط به درگیری پلیس سلطنتی پروس با ساکنان و دانش آموزان شهر گوتینگن برای اجرای مناقشه بود. با لازم‌الاجرا شدن دستور پلیس در ۱۵ مه ۱۸۸۱، سه روز شورش شبانه و حدود ۳۰۰ بازداشت صورت گرفت.[۶]
- تحریم آبجوی برلین در سال ۱۸۹۴ اتفاق افتاد و پس از هشت ماه با سازش مجدداً خاتمه یافت.[۷][۸]
- در اکتبر سال ۱۸۹۵ درآمد مونستر به اختلاف هفت روز طول حکومت نظامی رخ داد.
- در سال ۱۹۰۷، تلاش کارخانه‌های کارخانه سازندگی بامبرگ برای افزایش قیمت ۰٫۵ لیتر آبجو از ۱۰ به ۱۱ فینیگ منجر به جنگ آبجوی بامبرگ شد.
- به دلیل افزایش قیمت آبجو ۲ پفنیگ، در سال ۱۹۱۰ جنگ آبجوی دورفن رخ داد.
- در یازدهم فوریه سال ۱۹۳۲، اکثر مسافرین در هامبورگ در اعتراض به کاهش قیمت‌های تحمیل شده از سوی دولت، اقدام به اعتصاب آبجو کردند. این اعتصاب سه هفته به طول انجامید.
- در ۲۵ فوریه ۱۹۳۲، اکثریت تقریباً ۱۲۰۰۰ مسافر در برلین وارد اعتصاب آبجو شدند تا بتوانند ۵ ریال کاهش مالیات آبجو را در حدود ۲۰ ریشگمارک در هر هکتار کاهش دهند.
- در مارس ۱۹۶۰، ۷٬۵۰۰ کارگر مژوت در سولزباخ-روزنبرگ هنگامی که مدیریت می‌خواست مصرف آبجو را به دلایل ایمنی محدود کنند، کار خود را (اعتصاب آبجو) متوقف کردند. پایان اعتصاب ۳۲ ساعت بعد اتفاق افتاد، هنگامی که والتر اشتاین وزیر کار باواریا در میان طرفین میانجیگری کرد.[۹]

دادخواست قابل توجه (به استثنای اعتصاب یا خشونت جسمی):
- اختلاف-بودوایزا، از سال ۱۹۰۷ هنوز اختلاف نام در مورد یک آبجو وجود دارد.
- جنگ آبجو اروپا به اختلافات بین دولت فدرال و اتحادیه اروپا در مورد نیاز خلوص اشاره دارد، که بین سالهای ۱۹۵۸ تا ۱۹۹۷ بود.[۱۰]
- در سال ۲۰۰۵، اختلاف نظر در مورد نام یک آبجو خاص، که از سال ۱۹۹۳ وجود داشته‌است، به جنگ آبجوی برندنبورگ پایان داد.

## سایر
- Beer War عنوان داستانی تلویزیونی جنایی از سریال <i id="mwpA">صحنه جنایت</i> توسط کارگردان ولفگانگ پانزر در سال ۱۹۹۷ بود.